# Blan
Blan település Franciaországban, Tarn megyében. Lakosainak száma 1101 fő (2022. január 1.). Blan Revel, Belleserre, Lagardiolle, Lempaut, Palleville, Poudis és Puylaurens községekkel határos.

## Népesség
A település népességének változása:
| Lakosok száma | 1167 | 1134 | 1137 | 1125 | 1127 | 1135 | 1123 | 1112 | 1101 |
|               | 2013 | 2015 | 2016 | 2017 | 2018 | 2019 | 2020 | 2021 | 2022 |